# أوتينغن إن بايرن
اتينغن (بالألمانية: Oettingen in Bayern) هي بلدة ألمانية تقع في ألمانيا في Donau-Ries.

## المدن التوأمة
مدن Rochechouart وباجولينو هي مدن توأمة لـاتينغن.

## أعلام
- هيرونيموس فولف
- ألكساندرا مولر
- ماركو هالر
- كريستين لويز من أوتينغن-أوتينغن
- يوهان كريستيان هيرتل